# Iglesia de Santa María (Caldas de Montbuy)
Santa Maria de Caldes de Montbui es la iglesia parroquial de Caldes de Montbui, del término municipal del mismo nombre, en el Vallés Oriental. Está en el centro del casco urbano de Caldes de Montbui, en el extremo meridional del centro histórico, justo en el lugar donde hubo el Portal de Barcelona. Ante la puerta principal de la iglesia se abre la plaza de la Iglesia, en el lado norte la calle de Roma y la plaza del Olmo, y en el lado de levante empieza la calle de Font i Boet. Por el lado de poniente y sudeste, la iglesia da a una plazoleta encima de la timba de la riera de Caldes.
La actual iglesia de Santa Maria de Caldes de Montbui ocupa el lugar donde, hasta el final de la edad mediana  hubo el Palacio Real. La iglesia antigua ocupaba el espacio inmediato al templo actual, donde ahora hay viviendas y la antigua fábrica de pastas Santmartí. Algunos restos de esta antigua iglesia permanecen adentro de aquellas casas, como un arco de la nave principal y un pozo medieval, además de la fachada de la antigua vicaría.
En el siglo XVI se aprovecharon algunas paredes del Palacio Real, que estaba en mal estado, para construir la iglesia actual, junto con la casa de la comunidad de presbíteros —que llegó a alojar hasta casi una veintena de curas—, actual vicaría.
A finales del siglo XVII fue construida la notable portalada barroca del templo parroquial.